# Carpathonesticus galotshkae
Carpathonesticus galotshkae es una especie de araña araneomorfa del género Carpathonesticus, familia Nesticidae. Fue descrita científicamente por Evtushenko en 1993.
Se distribuye por Ucrania. El cuerpo del macho mide aproximadamente 4,7 milímetros de longitud y el de la hembra 5,5 milímetros.